# Gezadeld dikpalpje
Het gezadeld dikpalpje (Agyneta cauta) is een spinnensoort in de taxonomische indeling van de hangmatspinnen (Linyphiidae).
Het dier behoort tot het geslacht Agyneta. De wetenschappelijke naam van de soort werd voor het eerst geldig gepubliceerd in 1902 door Octavius Pickard-Cambridge.